# Die Schule der magischen Tiere 3
Die Schule der magischen Tiere 3 ist der dritte auf der gleichnamigen Buchreihe basierende Kinofilm. Die Regie übernahm, wie schon bei Teil 2, Sven Unterwaldt. Die Premiere fand im September 2024 statt.

## Handlung

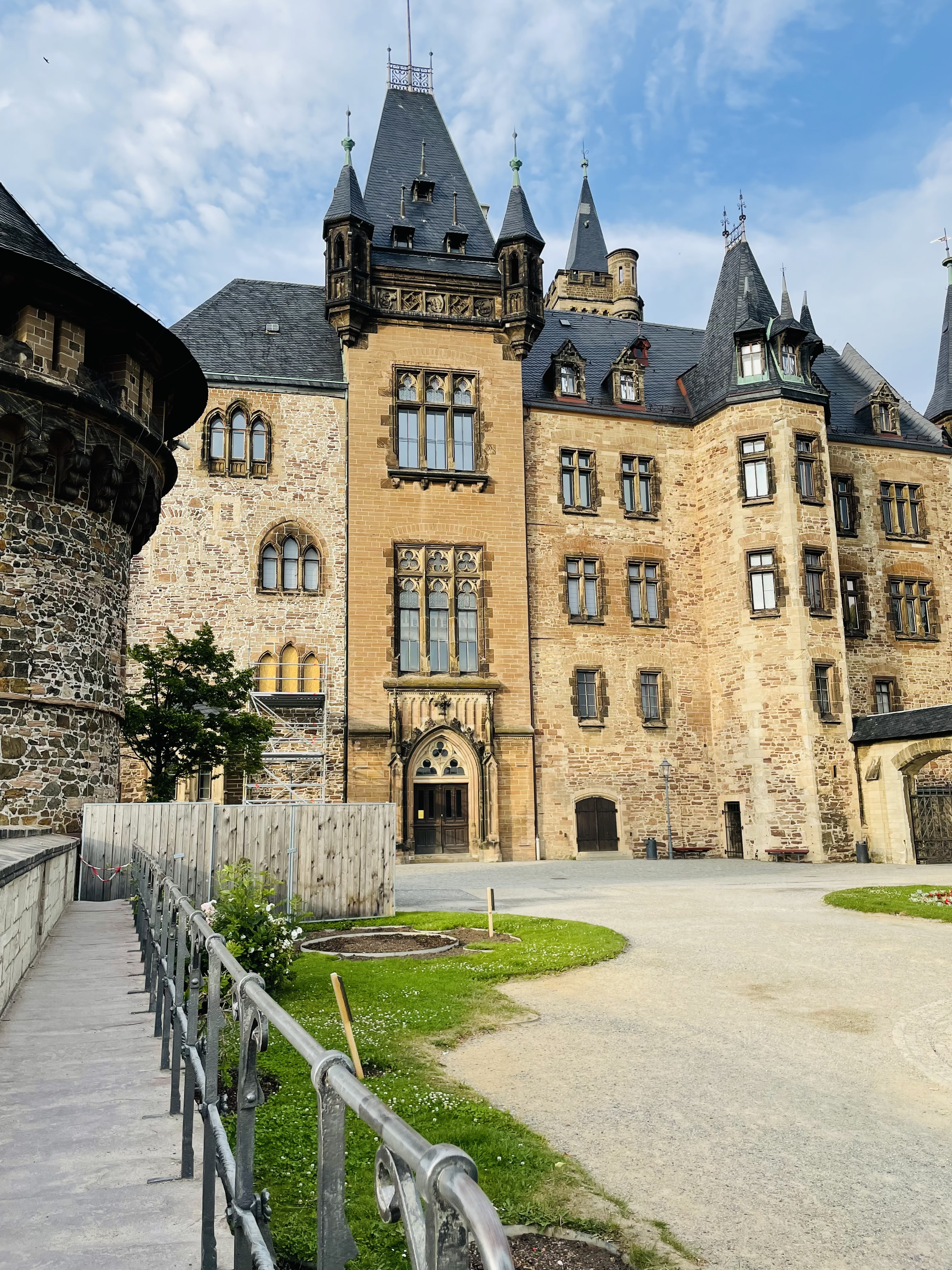
Schloss Wernigerode als Wintersteinschule

Ida plant mit ihrer Klasse eine Aufführung beim jährlichen Waldtag. Helene schließt sich der Aktion an, hat jedoch ihre eigenen Ziele: Sie hofft, ihre Influencer-Karriere voranzutreiben. Durch mit Sponsorings verdientes Geld will sie verhindern, dass ihre Eltern ihr Haus verkaufen müssen und mit ihr in eine andere Stadt ziehen. Helene bekommt ein magisches Tier, den Kater Karajan aus Paris, der ein luxuriöses Leben erwartet. Gleichzeitig erhält Silas, der beste Freund von Jo, das vegane Krokodil Rick als magischen Begleiter. Silas versucht, Helene zu beeindrucken. Er beraubt zwei Mitschüler, um sich ein Marken-T-Shirt leisten zu können, was nicht nur Spannungen zwischen ihm und Jo auslöst, sondern ihm auch Ärger mit Miss Cornfield einbringt. Helene erfährt, dass im Naturkundemuseum eine Modenschau der Modedesignerin Maja Malakara stattfindet und sieht darin eine Chance, noch erfolgreicher mit ihrem Channel zu sein. Doch diese findet am selben Tag wie der Waldtag statt. Helene kann die Mehrheit der Klasse dafür gewinnen, sich für einen Auftritt bei der Modenschau zu entscheiden. Als sich herausstellt, dass der lokale Wald für ein Hotel gerodet werden soll, finden die Schüler den Kompromiss, beim Auftritt ein Lied für den Wald zu singen und Unterschriften gegen das Bauvorhaben zu sammeln. Im Naturkundemuseum stellt sich heraus, dass Silas ein großer Dino-Fan ist. Daraufhin klaut Rick unbemerkt einen Knochen, dessen korrekter Platz in einem großen Dinosaurierskelett bisher nicht gefunden werden konnte. Silas will nicht erneut Ärger bekommen und beschließt, in das Museum einzubrechen, um den Knochen zurückzubringen. Gleichzeitig entscheidet Helene, ebenfalls einzudringen, um auf ihrem Kanal die neue Kollektion von Malakara zu leaken. Silas und Helene treffen aufeinander, wobei das Skelett in sich zusammenfällt. Um ihre Freunde zu schützen und den Auftritt und den Wald zu retten, hilft die ganze Klasse dabei, es wieder aufzubauen. Silas platziert dabei geistesabwesend den Knochen an der richtigen Stelle. Helene entscheidet, den Leak doch nicht zu posten, weil dann die ganze Veranstaltung abgesagt werden würde. Beim Auftritt am nächsten Tag kommt heraus, was Helene und Silas getan haben, doch ihnen wird verziehen und Silas für seine Entdeckung gefeiert. Helenes Eltern entscheiden, in der Stadt zu bleiben und nur in eine kleinere Wohnung zu ziehen. Der Auftritt wird ein großer Erfolg, auch auf Helenes Channel, und der Wald wird gerettet.

## Produktion
Die Dreharbeiten wurden im September 2023 abgeschlossen. Regie führte Sven Unterwaldt. Wie schon im zweiten Teil der Reihe wurden die Schulhofszenen der "Wintersteinschule" auf Schloss Wernigerode aufgenommen. Weitere Drehorte waren unter anderem in der Nähe von Zittau, Bamberg, Köln und Görlitz.

## Soundtrack
Die Songs wurden erneut von Robin Haefs, Yanek Stärk, Robin Kallenberger und Ali Zuckowski komponiert. Das Lied Alles nichts ohne dich, das im Film von Ida gesungen wird, wurde am 23. August 2024 in einer von Lea gesungenen Fassung von Universal Music als Single veröffentlicht. Lediglich als elektronische Single folgte am 6. September Karamell. Das Album erschien am 20. September 2024.

## Veröffentlichung
Der Film startete am 26. September 2024 im Verleih von Leonine in den Kinos von Deutschland und Österreich. Mit über 3 Millionen Besuchern war Die Schule der magischen Tiere 3 der erfolgreichste deutsche Kinofilm des Jahres 2024 und der erfolgreichste deutsche Kinofilm seit Das perfekte Geheimnis im Jahr 2019.

## Rezeption
Julius Vietzen bezeichnete Die Schule der magischen Tiere 3 auf Filmstarts unter anderem dank „einer strafferen Dramaturgie sowie einigen klaren Botschaften“ als besten Teil der Reihe. Allerdings sorge „die der Vorlage geschuldete Struktur, dass jedes Mal andere Kinder (bzw. Jugendliche) im Fokus stehen“ für Kopfkratzen. Auch KinderFilmWelt bezeichnete den Film als „gelungensten Teil der Saga“. Jörg Taszman sagte in Studio 9, der Film funktioniere als ein „ziemlich gut gemachter Mix“ aus Teenie-Film, Fantasy, Klamauk, Romantik und Musical-Einlagen, dem es gelinge, sowohl Kinder als auch Jugendliche anzusprechen. Für Erwachsene sei die „deutsche Harry-Potter-Variante“ aber zu dünn geraten. Auch der Filmdienst bezeichnete Die Schule der magischen Tiere 3 als eine „recht unterhaltsam[e]“ Mischung, der Film sei insgesamt aber dennoch nur „erwartbare Kurzweil.“ Axel Timo Purr fand auf Artechock „auf fast allen Ebenen eklatante Schwächen“, kritisierte die Vorhersagbarkeit der Handlung, „die holprigen Erklärdialoge und plumpen Handlungswendungen“ und bezeichnete den verhinderten Kuss zwischen Ida und Jo als „so unbegreiflich schlecht, dass einen nur noch Fremdschämen überkommt“.
Auf KinderFilmWelt wurde positiv hervorgehoben, dass die Figuren „besser ausgearbeitet und nicht mehr so klischeehaft“ wie in den ersten beiden Filmen seien und auch Vietzen lobte die „überzeugende[n] neue[n] (Haupt-)Figuren“ und hob positiv hervor, dass Helene „von einer eindimensionalen Zicke zu einer ausgearbeiteten Figur mit Wünschen, Problemen und Gefühlen“ weiterentwickelt worden sei.
Während KinderFilmWelt die „perfekte Animation und die tollen Sprecher“ der magischen Tiere lobte und auch der Filmdienst die „geschmeidige Animation“ positiv erwähnte, kritisierte Vietzen, dass „einige der computeranimierten Tiere wenig überzeugend“ aussähen.
Die schauspielerischen Leistungen erhielten ein geteiltes Echo. Der Filmdienst bezeichnete das Ensemble als „spielfreudig“. Vietzen fand die jugendlichen Darsteller inzwischen zu alt für ihre Rollen, hob aber die Leistungen von Neuzugang Luis Vorbach und Emilia Pieske positiv hervor. Taszman war lediglich von den Jugenddarstellern überzeugt, während die Erwachsenen zu sehr chargierten. Purr kritisierte nicht nur das Over-Acting der älteren Darsteller, sondern auch die Leistung der Kinderdarsteller stellenweise als „entsetzlich“.
KinderFilmWelt bewertete insbesondere die Songs und Choreographien positiv und auch der Filmdienst hob die „viele[n] deutschsprachige[n] Popsongs“ und „flotte[n] Choreografien“ hervor. Sogar Purr erwähnte in seiner sonst vorwiegend negativen Kritik, dass ihm „die eingespielten Lieder immer wieder gefallen haben“.

## Auszeichnungen
Die Schule der magischen Tiere 3 erhielt den internationalen Eisvogel-Preis für nachhaltige Filmproduktionen.